# Stenhagen och Persborg
Stenhagen och Persborg är en av SCB avgränsad och namnsatt småort i Knivsta kommun. Den omfattar bebyggelse i de två grannbyarna i Lagga socken.